# یواس‌اس متاکام (وای‌تی‌بی-۸۲۹)
یواس‌اس متاکام (وای‌تی‌بی-۸۲۹) (به انگلیسی: USS Metacom (YTB-829)) یک کشتی بود که طول آن ۱۰۹ فوت (۳۳ متر) بود. این کشتی در سال ۱۹۷۴ ساخته شد.